# JBL2 2007-08
JBL2 2007-08は、2007年11月3日から2008年3月16日まで、日本各地で行われたバスケットボールリーグである。日本バスケットボールリーグ2部機構として最初のシーズンである

## 参加チーム
旧日本リーグに参加していた8チームのうち、大塚商会アルファーズの会員資格が栃木ブレックスに移り、それにアイシン・エィ・ダブリュ アレイオンズ安城を加えた9チームが参加。
- 日立電線ブルドッグス
- 栃木ブレックス（大塚商会より会員資格譲渡）
- 千葉ピアスアローバジャーズ
- 黒田電気ブリット・スピリッツ
- ビッグブルー東京（旧東京海上日動ビッグブルー）
- 石川ブルースパークス
- アイシン・エィ・ダブリュ アレイオンズ安城（新規参加）
- 豊田合成スコーピオンズ
- 豊田通商ファイティングイーグルス

なお、栃木は2008-09シーズンよりJBL昇格、千葉はJBL2を脱退し県リーグに参加。

## 試合方式

### レギュラーシーズン
- 9チームによる2回戦総当たり（ホーム・アンド・アウェー方式）のリーグ戦を戦う。
- 1月は全日本総合バスケットボール選手権大会による中断を経て、19日に再開される。
- 上位4チームがプレーオフに進出する。

### プレーオフ
- レギュラーシーズン1位と4位、2位と3位の組み合わせでそれぞれ一発勝負のセミファイナル、ファイナルを戦う。セミファイナルは浦安市総合運動公園体育館、ファイナルは佐倉市民体育館で開催。

## 結果

### レギュラーシーズン順位
| 順位 | チーム名                                  | 成績    | 勝率 |
| ---- | ----------------------------------------- | ------- | ---- |
| 1    | 千葉ピアスアローバジャーズ                | 15勝1敗 | .938 |
| 2    | 豊田通商ファイティングイーグルス          | 14勝2敗 | .875 |
| 3    | 栃木ブレックス                            | 13勝3敗 | .813 |
| 4    | 石川ブルースパークス                      | 8勝8敗  | .500 |
| 5    | 日立電線ブルドッグス                      | 6勝10敗 | .375 |
| 6    | 豊田合成スコーピオンズ                    | 5勝11敗 | .313 |
| 7    | 黒田電気ブリット・スピリッツ              | 4勝12敗 | .250 |
| 8    | アイシン・エィ・ダブリュ アレイオンズ安城 | 4勝12敗 | .250 |
| 9    | ビッグブルー東京                          | 3勝13敗 | .188 |

### 最終順位
| 順位 | チーム名                                  |
| ---- | ----------------------------------------- |
| 1    | 栃木ブレックス                            |
| 2    | 千葉ピアスアローバジャーズ                |
| 3    | 石川ブルースパークス                      |
| 4    | 豊田通商ファイティングイーグルス          |
| 5    | 日立電線ブルドッグス                      |
| 6    | 豊田合成スコーピオンズ                    |
| 7    | 黒田電気ブリット・スピリッツ              |
| 8    | アイシン・エィ・ダブリュ アレイオンズ安城 |
| 9    | ビッグブルー東京                          |

## JBL2アウォード
| 部門                       | 受賞者                           | チーム                           |
| -------------------------- | -------------------------------- | -------------------------------- |
| MVP                        | 田中健                           | 栃木                             |
| ルーキー・オブ・ザ・イヤー | 尾崎宏次                         | 日立電線                         |
| コーチ・オブ・ザ・イヤー   | 金田詳徳                         | 栃木                             |
| 特別賞                     | 栃木ブレックスとブレックスファン | 栃木ブレックスとブレックスファン |

### ベスト5
| P   | 受賞者           | チーム   |
| --- | ---------------- | -------- |
| G   | 宮崎恭行         | 豊田通商 |
| G/F | 高村和臣         | 石川     |
| F   | 田中健           | 栃木     |
| F/C | 岡村憲司         | 千葉     |
| C   | クリフトン・リー | 千葉     |